# الزواقين (سيدي رضوان)
الزواقين هي إحدى مشيخات المملكة المغربية، تتبع جغرافيا لإقليم وزان وإداريًا لسيدي رضوان. يقدر عدد سكانها بـ 7986 نسمة حسب الإحصاء الرسمي للسكان والسكنى لسنة 2004.